# فو فان تان
فو فان تان (بالفيتنامية: Vũ Văn Thanh)‏ هو لاعب كرة قدم فيتنامي في مركز ظهير ‏، ولد في 14 أبريل 1996 في محافظة هاي ديونغ في فيتنام. شارك مع منتخب فيتنام تحت 20 سنة لكرة القدم ومنتخب فيتنام تحت 23 سنة لكرة القدم ومنتخب فيتنام لكرة القدم. أما مع النوادي، فقد لعب مع نادي هوانغ آنه جيا لاي.

## وصلات خارجية
- فو فان تان على موقع قاعدة بيانات كرة القدم.إي يو (الإنجليزية)
- فو فان تان على موقع ناشيونال فوتبول تيمز (الإنجليزية)
- فو فان تان على موقع Soccerway.com (الإنجليزية)